# Local

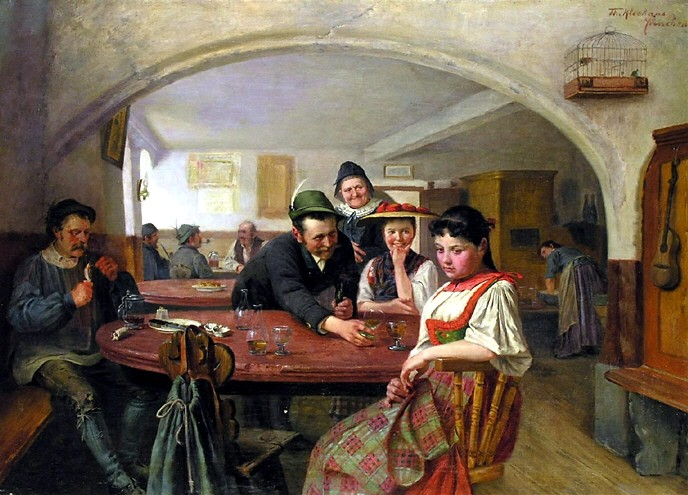
Exemplu de local tipic

Localul este o clădire sau un grup de încăperi de utilitate publică în care operează o întreprindere sau o instituție. Localul poate fi amenajat ca o sală destinată servirii publicului cu mâncare sau băutură.
Printre tipurile de localuri se numără coffee shopul, restaurantul, cazinoul, clubul, cafeneaua sau barul.